# Podocarpus cunninghamii
Podocarpus cunninghamii — вид хвойних рослин родини подокарпових.

## Поширення, екологія
Країни поширення: Нова Зеландія (Пн., Пд. о-ви). Росте у вічнозелених хвойних і змішаних лісах від, приблизно, рівня моря до 1000 м. В рівнинних лісах до ≈ 500 м P. cunninghamii може траплятися разом з P. totara. Інші поширені, крупні хвойні в цих залишках низовинних лісів це Agathis australis (на Пн. о-ві), Dacrycarpus dacrydioides, Dacrydium cupressinum, Prumnopitys ferruginea, локально Halocarpus kirkii, Manoao colensoi, Phyllocladus trichomanoides. В гірських умовах вище 600 м хвойних все менше і покритонасінні такі як Metrosideros umbellata, Quintinia acutifolia, Weinmannia recemosa стають більш помітними. Тут іншими хвойними є Libocedrus bidwillii, Halocarpus biformis і Phyllocladus trichomanoides var. alpinus. Особливо на Південному острові Nothofagus solandri часто утворює панівні спільноти.

## Використання
Дерево знаходиться під правовим захистом, тому не використовується. Будівництво будинків, стовпи, шпали і т. д. були можливим використанням у минулому.

## Загрози та охорона
Вирубки в минулому були загрозою. Нині загроз нема. Розподіл охоронюваних лісів більш-менш охоплює ареал виду. Природне поновлення йде добре.